# Nademlejnská
Nademlejnská je ulice v Hloubětíně na Praze 9, která začíná na Poděbradské a má slepé zakončení. Ústí do ní ulice K Náhonu. Její půdorys připomíná osově převrácené písmeno L.
Nazvána je podle své polohy nad Rokytkou nedaleko Kejřova mlýna. Ulice vznikla a byla pojmenována v roce 1925. Původní úřední název byl však Nademlýnská. V době nacistické okupace v letech 1940–1945 se německy nazývala Obermühlstraße.
Západní a severní stranu tvoří bývalé průmyslové areály, mezi nimi je původně funkcionalistický objekt čp. 600/1, kde bývala továrna na elektroniku Always. Na východ a na jih jsou developerské projekty z prvních dvou desetiletí 21. století. Tramvajová zastávka Nademlejnská se nachází nedaleko na Poděbradské.

## Budovy a instituce
- Bývalá elektrotechnická továrna Always, Nademlejnská čp. 600/1. Stavba, která v sobě skloubila funkcionalismus, art deco a proudnicovou architekturu 30. let, byla zbudována v letech 1938–1941 pro Otto Stuhlhofera podle projektu architekta Josefa Oldřicha Schüllera firmou Miroslava Smlsala.[5]
  - Mateřská škola For Junior, Nademlejnská 600/1.[6]
  - Posilovna Eagle fitness, Nademlejnská 600/1.[7]
  - Restaurace U dvou smrků, Nademlejnská 600/1.[8]
- Mateřská škola Nademlejnská, s.r.o., Nademlejnská 1096/9.[9]
- Bytový dům Nademlejnská, Nademlejnská 1069/24, šestnáctipodlažní dům z let 2010–2012.[10]
- Kejřův park a Kejřův park 2, Nademlejnská čp. 1063/2–1067/10 a 1086/12–1088/18, čtyř až pětipatrové bytové domy s balkonem nebo zahradou.[11]